# Литке (лунный кратер)
Кратер Литке (лат. Litke) — крупный ударный кратер в южном полушарии обратной стороны Луны. Название присвоено в честь русского мореплавателя, географа, исследователя Арктики Фёдора Петровича Литке (1797—1882) и утверждено Международным астрономическим союзом в 1970 году.

## Описание кратера

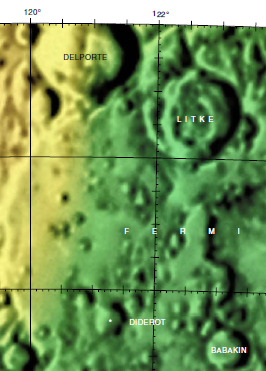
Фрагмент карты LAC-101.

Кратер Литке располагается в северной части чаши большого кратера Ферми. Ближайшими соседями кратера являются кратер Дельпорт на западе-северо-западе; кратер Данжон на севере; кратеры Ширакаци и Добровольский на северо-востоке; кратер Циолковский на юго-востоке; кратер Бабакин на юге и кратер Дидро на юге-юго-западе. Селенографические координаты центра кратера 16°46′ ю. ш. 123°07′ в. д. / 16,76° ю. ш. 123,12° в. д., диаметр 38,2 км, глубина 2,2 км.
Кратер Литке имеет циркулярную форму и умеренно разрушен. Вал сглажен, в западной части перекрыт двумя небольшими кратерами, трудно-различим в северо-западной части. Южная часть вала отмечена одиночным маленьким чашеобразным кратером. Внутренний склон широкий и гладкий, у подножия северной части склона находятся осыпи пород. Высота вала над окружающей местностью достигает 1020 м, объем кратера составляет приблизительно 1127 км³. Дно чаши пересеченное, у подножия южной и восточной части внутреннего склона находится борозда.

## Сателлитные кратеры
Отсутствуют.